# Thor (視頻編碼)
Thor是思科系統正在開發的開放免專利视频编解码器。Thor的規格可在各種互聯網草案中找到。
2015年7月22日，Thor被提交給IETF作為其NETVC視訊標準的候選技術。HEVC也使用Thor的一些思科元素。作為NETVC工作的一部分，Thor中使用的約束低通濾波器（CLPF）和運動補償技術與Daala編解碼器的重疊變換編碼技術一起進行了測試。
2015年9月1日，思科宣布開放媒體聯盟將使用Thor的元素開發免專利視訊格式AOMedia Video 1（AV1）。